# Emma Härdelin
Emma Härdelin, född 26 september 1975 i Krokom, är en svensk folkmusiker. Härdelin spelar fiol och sjunger i Garmarna, där hon blev medlem 1993. Hon är även sångerska i Triakel, som blev ”Årets Grupp” vid Folk- och världsmusikgalan 2020.
1999 sjöng Härdelin in psalmen Innan gryningen skriven av Benny Andersson och Ylva Eggehorn.
Härdelin släppte 2005 en skiva tillsammans med Kersti Ståbi, Johanna Bölja Hertzberg och Katarina Hallberg med titeln Kärleksbrev och ryska satelliter - Visor i Hälsingland. Härdelin medverkar även i banden String Sisters, HomeCraft och Breda gatan. 
Härdelin är uppvuxen i Kluk i Jämtland och Delsbo i Hälsingland som dotter till spelmannen Thore Härdelin (d.y.). Hon är syster till Thuva Härdelin. Härdelin har även studerat folksång för Maria Röjås på Malungs folkhögskola.

## Diskografi

### Garmarna
- 1993: Garmarna (EP)
- 1994: Vittrad
- 1996: Guds spelemän
- 1996: Herr Holger (singel)
- 1997: En gång ska han gråta (singel)
- 1999: Vedergällningen
- 1999: Gamen (singel)
- 1999: Euchari (singel)
- 2001: Hildegard von Bingen
- 2015: Över gränsen (singel) med Maxida Märak
- 2016: Öppet hav (singel) med Thåström

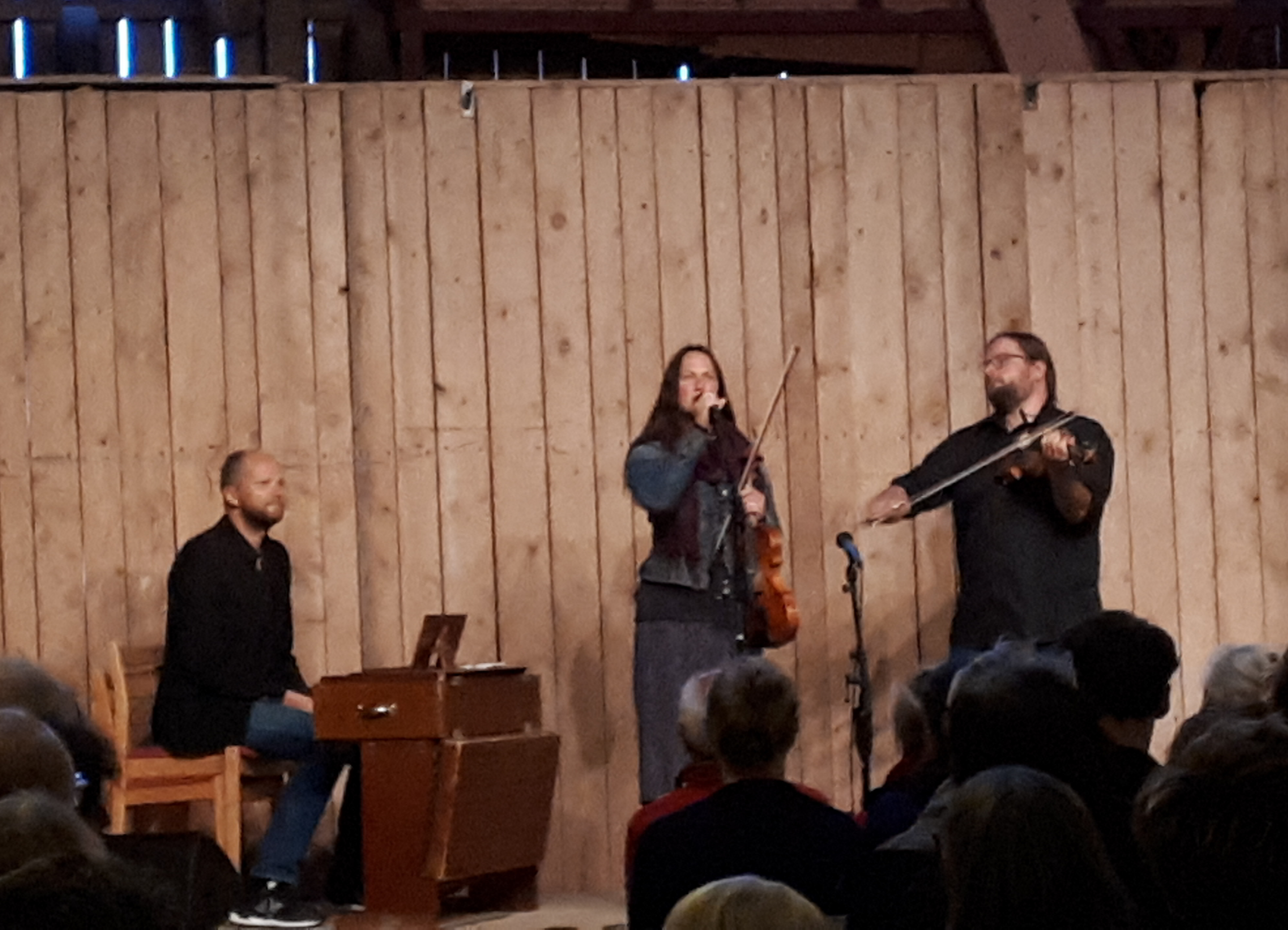
Triakel spelar på Ornungastämman i augusti 2018.

- 2016: 6 (album)
- 2016: Nåden (singel)
- 2020: Förbundet

### Triakel
- 1998: Triakel
- 1999: Innan Gryningen (singel)
- 2000: Vintervisor
- 2004: Sånger från 63° N
- 2005: Ten Years of Triakel
- 2011: Ulrikas minne – Visor från Frostviken
- 2014: Thyra
- 2015: Sparksången (singel)
- 2019: Händelser i Nord
- 2020: Du gamla du fria (singel)
- 2021: Jämtlandssången (singel)
- 2023: Enighet ger styrka (singel)

### Breda Gatan
- 2019: Den usle förföraren (singel)
- 2021: Breda gatan
- 2021: Syen (Nu grönskar det) (singel)
- 2023: Trippel 2023 (singel)

### Samarbete
- 2001: Strand...Rand. Folk Chorales and Songs From the West Coast of Estonia (Sofia Joons / Emma Härdelin / Meelika Hansoo)
- 2005: Kärleksbrev och ryska satelliter: Visor i Hälsingland (Emma Härdelin / Katarina Hallberg / Johanna Bölja Hertzberg / Kersti Ståby)
- 2007: Live (String Sisters)

### Övrigt
- 2003: Lisa Rydberg: Östbjörka (sång på låtarna «Östbjörkavisa» och «Jag unnar dig ändå allt gott»)
- 2004: Blindside: About a Burning Fire (sång på låten «Shekina»)